# Manihot aesculifolia
Manihot aesculifolia là một loài thực vật có hoa trong họ Đại kích. Loài này được (Kunth) Pohl mô tả khoa học đầu tiên năm 1827.